# Egizio Massini
Egizio Massini (n. 26 iulie 1894, Alexandria, Egipt – d. 18 februarie 1966, București) a fost un dirijor, unul din membrii fondatori ai Operei Române.
Pe 12 noiembrie 1944 în localul Facultății de Științe a Universității din București s-a ținut Adunarea generală constitutivă a ARLUS (Asociația Română pentru strângerea Legăturilor cu Uniunea Sovietică), Egizio Massini fiind unul din membrii fondatori. Mai apoi, a fost numit vicepreședinte al ARLUS, iar soția sa, Dora, secretar al subsecției Muzică în cadrul Secției Propagandă și Artă..
În perioada 1932–1940 Egizio Massini a fost inspector al muzicilor militare din Armata Regală a României și a fost numit din nou pe aceeași funcție la 25 octombrie 1944. Avansat până la gradul de colonel, Egizio Massini a fost inspector general al muzicilor militare, pe care le-a organizat în spirit occidental.
În ianuarie 1945, Massini a înființat o orchestră de jazz pentru popota Comisiei Aliate de Control la restaurantul Neptun și Orchestra simfonică a Direcției pentru Educație, Cultură și Propagandă (ECP). Ca membru în delegația Comitetului de Control al ARLUS, a vizitat Moscova în aprilie 1946. 
În 29 noiembrie 1945 a fost numit director al Operei Române din București ocazie cu care a părăsit cariera militară. 
Opera Română din București a fost inaugurată la 9 ianuarie 1954 cu spectacolul Dama de pică, de Piotr Ilici Ceaikovski, dirijat de Egizio Massini.

## Distincții
- Ordinul Muncii clasa a II-a (19 aprilie 1952) „pentru zelul și munca depusă în realizarea spectacolului «Rusalka» la un nivel artistic excepțional”[7]
- titlul de Maestru Emerit al Artei din Republica Populară Română (13 octombrie 1953) „pentru realizări valoroase și activitate rodnică în ramurile artistice”[8]
- titlul de Artist al Poporului din Republica Populară Romînă (13 ianuarie 1964) „pentru merite deosebite în activitatea desfășurată in domeniul teatrului, muzicii și artelor plastice”[9]